# كارلوس سانتيانا
كارلوس ألونسو غونزاليس «سانتيانا» (بالإسبانية: Santillana)‏، من مواليد 23 أغسطس 1952 في سانتيانا دل مار في كانتابريا في إسبانيا، لاعب كرة قدم إسباني سابق.
بدأ مسيرته الكروية مع نادي ريسنغ كانتابريا، وبعدها انتقل إلى نادي راسينغ سانتاندير لمدة قصيرة، قبل أن ينتقل إلى نادي ريال مدريد في عام 1971، ليلعب معهم حتى اعتزاله في عام 1988، وقد شارك معهم في 461 مباراة وسجل 352 هدف، وهو ثامن أفضل هداف في تاريخ الدوري الإسباني، حيث سجل 187 هدف في 461 مباراة، ولكن بالرغم من ذلك فهو لم يصبح هدافا للدوري ولا مرة.
و قد لعب مع منتخب إسبانيا لكرة القدم 56 مباراة وسجل 15 هدف.

## ميلاده ونشأته
اشتهر سانتيانا بهذا اللقب بسبب انحداره من سانتيانا دل مار، ليطلق عليه أحد مدربيه في مطلع مسيرته لقب «سانتيانا» الذي التصق به حتى يومنا هذا.
ولم يحتج سانتيانا أكثر من موسم واحد في صفوف راسينج ليسجل 16 هدفا في 36 مباراة، حتى يتحوّل في صيف 1971 إلى ريال مدريد الذي قضى معه ما تبقى من مسيرته.

## ريال مدريد
يعد سانتيانا أحد أساطير ريال مدريد، إذ تميز بضرباته الرأسية وارتقائه العالي بالرغم من قصر قامته، إذ يبلغ طوله 175 سم متر فقط، وهو ارتفاع ضئيل بالنسبة لمهاجم ماهر في ألعاب الهواء كـ سانتيانا.

### الريمونتادا
يشتهر سانتيانا بكونه أحد رموز حقبة الريمونتادا في ريال مدريد، إذ ساهم في قلب الفريق لتأخره بنتائج عريضة إلى انتصارات أوروبية تاريخية خلال السبعينيات والثمانينات.

### المشكلة الصحية
في 21 أبريل 1973، حل ريال مدريد ضيفا على إسبانيول في إقليم كتالونيا، وخلال المواجهة قام بيدرو دي فيليبي مدافع إسبانيول واللاعب السابق في ريال مدريد، بتدخّل قوي على سانتيانا، ليسقط المهاجم الإسباني الشاب على ظهره، ليغادر الملعب في ألم شديد.
بعد المباراة وأثناء الاستحمام، تبوّل سانتيانا دماءً وشعر بخوف شديد، ليجري فحوصات شاملة كشفت عن امتلاكه كلى واحدة في جسده كعيب خلقي، الأمر الذي يل يمنعه من مواصلة مسيرته والتعايش لسنوات طويلة مع هذه الظاهرة النادرة.

## روابط خارجية
- كارلوس سانتيانا على موقع الاتحاد الدولي (مؤرشف)  (الإنجليزية)
- كارلوس سانتيانا على موقع قاعدة بيانات كرة القدم.إي يو (الإنجليزية)
- كارلوس سانتيانا على موقع ناشيونال فوتبول تيمز (الإنجليزية)
- كارلوس سانتيانا على موقع عالم كرة القدم.نت (الإنجليزية)